# Anii 1080
- 1087
  - William II devine regele Angliei.

Secole: Secolul al X-lea - Secolul al XI-lea - Secolul al XII-lea
Decenii: Anii 1030 Anii 1040 Anii 1050 Anii 1060 Anii 1070 - Anii 1080 - Anii 1090 Anii 1100 Anii 1110 Anii 1120 Anii 1130
Ani: 1080 1081 1082 1083 1084 1085 1086 1087 1088 1089